# ISelect
ISelect (ook bekend als iSelectBowie) is een compilatiealbum van de Britse muzikant David Bowie, uitgebracht in 2008. Oorspronkelijk werd het alleen uitgebracht in het Verenigd Koninkrijk en Ierland, waarbij het exclusief werd uitgebracht bij de krant The Mail on Sunday op 29 juni 2008, maar vanwege de populariteit van het album werd het op 14 oktober ook uitgebracht in de Verenigde Staten en Canada.
Bowie meed grotendeels zijn hitsingles en koos in plaats daarvan vooral albumtracks (alleen "Life on Mars?", "Loving the Alien" en "Time Will Crawl" werden ooit uitgebracht op single). "Time Will Crawl" verscheen in een remix, gemaakt door Mario J. McNulty, met enkele nieuw opgenomen stukken muziek als een poging om materiaal van het album Never Let Me Down, een album waar Bowie zelf teleurgesteld in was, te herzien.
Het album is de enige officiële release waar het nummer "Some Are" op te vinden is. Het nummer was niet te verkrijgen nadat de deluxe-editie van het album Low in het midden van de jaren '90 werd verwijderd uit de schappen. Daarnaast is de medley "Sweet Thing/Candidate/Sweet Thing (Reprise)" in zijn geheel opgenomen als één track, terwijl deze nummers op het album Diamond Dogs op drie verschillende tracks te vinden waren.
Het laatste nummer, de "Intro"-track gecombineerd met een liveversie van "Hang On to Yourself", is een teaser voor het destijds nog uit te brengen livealbum Live Santa Monica '72

## Tracklist
- Alle nummers geschreven door Bowie, tenzij anders genoteerd.

1. "Life on Mars?" (van Hunky Dory, 1971) – 3:49
2. "Sweet Thing/Candidate/Sweet Thing (Reprise)" (van Diamond Dogs, 1974) – 8:47
3. "The Bewlay Brothers" (van Hunky Dory) – 5:23
4. "Lady Grinning Soul" (van Aladdin Sane, 1973) – 3:51
5. "Win" (van Young Americans, 1975) – 4:44
6. "Some Are" (bonustrack op 1991-heruitgave van Low, oorspronkelijk uit 1977) – 3:13
7. "Teenage Wildlife" (van Scary Monsters (and Super Creeps), 1980) – 6:51
8. "Repetition" (van Lodger, 1979) – 3:01
9. "Fantastic Voyage" (van Lodger) (Bowie/Brian Eno) – 2:54
10. "Loving the Alien" (van Tonight, 1984) – 7:08
11. "Time Will Crawl" (MM remix, 2008, oorspronkelijk van Never Let Me Down) – 4:54
12. "Hang On to Yourself" (van Live Santa Monica '72, 2008, oorspronkelijk van The Rise and Fall of Ziggy Stardust and the Spiders from Mars, 1972) – 3:06